# Oksydoreduktazy
Oksydoreduktazy (EC 1) – klasa enzymów katalizujących reakcje utleniania i redukcji (reakcje redoks).
Oksydoreduktazy przenoszą elektrony i atomy wodoru pomiędzy cząsteczkami reduktora (donora wodoru) i utleniacza (akceptora wodoru), np.
DH2 + A ⇌ D + AH2
gdzie D – donor wodoru; A – akceptor wodoru
Do oksydoreduktaz należą m.in.:
- oksydazy
- hydroperoksydazy
  - peroksydazy – katalizują utlenianie H2O2 różnych substratów
  - katalazy – rozkładają nadtlenek wodoru
- oksygenazy – katalizują proces wbudowania tlenu w cząsteczkę
- hydroksylazy
- dehydrogenazy

Oksydoreduktazy wykorzystują np. NADPH/NADH/FADH2 jako substancję redukującą, a NADP+/NAD+/FAD jako substancję utleniającą.

## Klasyfikacja
Oksydoreduktazy klasyfikuje się w systematyce EC na klasy najczęściej ze względu na donory wodoru (komponenty ulegające utlenieniu) będące ich substratami; w klasach wyróżnia się często podklasy, zazwyczaj ze względu na akceptory wodoru (komponenty ulegające redukcji):
- EC 1.1 – oksydoreduktazy działające na grupy CH–OH (alkohole I- i II-rzędowe oraz hemiacetale) (oksydoreduktazy alkoholowe)
- EC 1.2 – oksydoreduktazy działające na grupy karbonylowe
- EC 1.3 – oksydoreduktazy działające na grupy CH–CH (CH–CH oksydoreduktazy); w efekcie pojedyncze wiązanie R2CH–CHR2 jest dehydrogenowane do wiązania podwójnego R2C=CR2
- EC 1.4 – oksydoreduktazy działające na CH–NH2 (oksydoreduktazy aminokwasowe, oksydazy aminowe); pierwszorzędowa grupa aminowa przekształcana jest do grupy iminowej, która zazwyczaj ulega hydrolizie do grupy karbonylowej >C=O i amoniaku
- EC 1.5 – oksydoreduktazy działające na CH–NH (aminy drugorzędowe); powstaje podwójne wiązanie: >CH–NHR → >C=NR
- EC 1.6 – oksydoreduktazy działające na NADH lub NADPH
- EC 1.7 – oksydoreduktazy działające na pozostałe związki azotowe
- EC 1.8 – oksydoreduktazy działające na siarkę
- EC 1.9 – oksydoreduktazy działające na związki hemowe
- EC 1.10 – oksydoreduktazy działające na difenole i podobne związki (np. askorbiniany)
- EC 1.11 – oksydoreduktazy działające na nadtlenki będące akceptorami (peroksydazy)
- EC 1.12 – oksydoreduktazy działające na wodór cząsteczkowy H2 (hydrogenazy)
- EC 1.13 – oksydoreduktazy działające na pojedyncze cząsteczki donora, akceptorem jest tlen cząsteczkowy O2 (oksygenazy)
- EC 1.14 – oksydoreduktazy działające na dwie cząsteczki donora, akceptorem jest tlen cząsteczkowy O2
- EC 1.15 – oksydoreduktazy działające na rodniki ponadtlenkowe O−
2 jako akceptory wodoru
- EC 1.16 – oksydoreduktazy utleniające jony metali
- EC 1.17 – oksydoreduktazy działające na grupy CH lub CH2, które utleniają do alkoholi, odpowiednio trzecio– i drugorzędowych; przy odwrotnym kierunku działania uczestniczą w syntezie deoksycukrów
- EC 1.18 – oksydoreduktazy działające na białka żelazowo-siarkowe
- EC 1.19 – oksydoreduktazy działające na zredukowaną flawodoksynę
- EC 1.20 – oksydoreduktazy działające na fosfor i arsen
- EC 1.21 – oksydoreduktazy działające na związki typu X–H i Y–H, wytwarzając z nich cząsteczki typu X–Y
- EC 1.97 – inne oksydoreduktazy